# Hammersmith (District et Piccadilly)
Pour les articles homonymes, voir Hammersmith.
Ne doit pas être confondu avec Hammersmith (Hammersmith & City et Circle).
Hammersmith (prononcez [ˈhæməːsmɪθ]) est une station de la District line et de la Piccadilly line du métro de Londres, en zone 2. Elle est située à Hammersmith, dans le borough londonien de Hammersmith et Fulham.

## Situation sur le réseau
Située en zone 2, cette station se trouve environ à distance égale entre l'aéroport de Londres-Heathrow et Piccadilly Circus.

## Services aux voyageurs

### Accès et accueil
La station de métro Hammersmith est située au-dessous d'un centre commercial et permet la correspondance entre la District line et la Piccadilly line. Elle offre également l'accès à une gare routière importante.

## À proximité
- Hammersmith
- Gare routière de Hammersmith (sur deux niveaux)
- Irish Cultural Centre, le centre de la communauté irlandaise en Londres[1].